# Тандемные повторы
Тандемные повторы — последовательности повторяющихся фрагментов ДНК. В зависимости от размера подразделяются на три класса: сателлитная ДНК, минисателлиты и микросателлиты.

## Сателлиты
Длина последовательности высокоповторяющихся сателлитов составляет от 100 тысяч до более чем 1 миллиона нуклеотидов. Повторяющаяся последовательность, как правило, составляет более 100 пар оснований. Сателлитная альфоидная ДНК человека расположена в центромерах всех хромосом. Длина одного повтора составляет 171 пару оснований, а весь повторяющийся регион занимает около 3—5 % размеров каждой хромосомы. Другие сателлиты имеют меньшую длину повтора. Большая часть сателлитов как человека, так и остальных организмов локализованы в центромере.

## Минисателлиты
Минисателлиты — повторяющиеся фрагменты ДНК длиной от 7 до 100 нуклеотидов. Они встречаются более чем в 1000 местах генома человека. Используются как молекулярные маркеры в определении родства, в популяционно-генетических исследованиях при определении принадлежности к конкретной популяции, для исследования гибридизации, в ДНК-дактилоскопии. Один из видов минисателлитов — гипервариабельные минисателлиты (англ. variable number of tandem repeats), расположены в некодирующих регионах ДНК и также широко используются в популяционных исследованиях, так как не подвержены влиянию естественного отбора. Теломеры человека и других млекопитающих содержат тандемные повторы GGGTTA.

## Микросателлиты
Микросателлиты (или простые короткие тандемные повторы) — повторяющиеся фрагменты ДНК длиной от 1 до 6 пар оснований. Микросателлиты характеризуются высокой скоростью изменения последовательностей, обусловленной «проскальзыванием» при репликации ДНК и точечными мутациями. Как и минисателлиты, используются как молекулярные маркеры в популяционно-генетических исследованиях.